# 秋月新太郎
秋月 新太郎（あきづき しんたろう、1841年9月13日（天保12年7月28日） - 1913年（大正2年）5月10日）は明治時代の日本の官僚、漢詩人。女子高等師範学校長、貴族院議員を務めた。号は天放。

## 経歴
豊後国佐伯藩（現在の大分県佐伯市）の藩儒秋月橘門の長男として生まれ、咸宜園で学んだ。1871年（明治4年）、兵部省（のち陸軍省）に出仕し、兵部大録に進んだ。西南戦争の際には征討軍団書記官として従軍し、さらに陸軍省総務局報告課長、参謀本部編纂課長、太政官少書記官、参事院議官、太政官権大書記官を歴任した。その後内務省で参事官、図書局長、大臣秘書官を歴任した。
1894年（明治27年）、女子高等師範学校校長に就任して1897年（明治30年）まで務め、文部省参事官も兼ねた。
1899年（明治32年）、貴族院議員に勅選され、死去するまでその職にあった。

## 栄典
位階
- 1891年（明治24年）3月30日 - 従五位[4]

勲章等
- 1885年（明治18年）11月19日 - 勲四等旭日小綬章[5]
- 1889年（明治22年）11月29日 - 大日本帝国憲法発布記念章[6]
- 1897年（明治30年）6月26日 - 勲三等瑞宝章[7]

## 著作
- 『女子教育管見』 女子高等師範学校編輯、女子高等師範学校、1895年6月
- 『天放存稿』 秋月新太郎、1897年4月
- 『知雨楼詩存』 秋月新太郎、1912年（3冊）

## 関連文献
- 「内務大臣秘書官正六位勲四等秋月新太郎位階陞叙ノ件」（国立公文書館所蔵 「官吏進退・明治二十四年官吏進退九」）
- さとうたくみ「秋月新太郎と谷謹一郎 : 明治新政府の官僚･漢詩人」『佐伯史談』第206号、佐伯史談会、2007年10月、5-14頁、CRID 1570009752702050944、NAID 120002520201。